# 창신대학교
창신대학교(昌信大學校, Changshin University)는 대한민국 경상남도 창원시에 소재한 사립 대학이다.

## 연혁
1990년 12월 19일 창신전문대학이 설립되었다. 이듬해 3월 7일 개교하였다. 1998년 5월 1일 창신대학으로 교명을 변경하였다. 2003년 9월 1일 현재의 캠퍼스로 이전하였다.
2011년 5월 25일 일반대학으로 승격되며 창신대학교로 교명을 변경하였다. 2019년 8월 1일, 부영그룹이 창신대학교의 재정 기여자로 지정되었다.

## 교육편제

### 학부
창신대학교는 간호대학, 스마트휴먼대학 등 2개 단과대학을 설치하고 7개 학과를 설치하여 학사 학위 과정을 교수하고 있다. 그 외 스마트융합공학부, 글로벌관광경영학부 등 2개 학부를 단독으로 편제하고 5개 전공을 편제하고 있다.

### 대학원
창신대학교 대학원은 일반대학원과 특수대학원 2개원으로 구성한다. 일반대학원의 경우 석사 3학과, 박사 2학과 과정을 지원한다. 특수대학원으로 복지문화대학원, 부동산경영대학원을 설립하고 있다.

## 같이 보기
- 대한민국의 교육